# Процесс Михайловича
Процесс Михайловича, также известный как Белградский процесс (серб. Београдски процес) ― суд над Драголюбом Михайловичем и рядом других видных югославских коллаборационистов, обвинявшихся в государственной измене и военных преступлениях. Проходил в 1946 году.
Обвинение было выдвинуто в отношении Михайловича как лидера движения Четников во время Второй мировой войны и командующего Югославскими войсками на родине. Подсудимыми выступали и другие видные деятели движения четников и члены югославского правительства в изгнании, такие как Слободан Йованович, а также члены фашистской партии Збор и деятели режима Недича, в частности, Велибор Йонич. Судебный процесс начался 10 июня 1946 года и проходил в Военном совете при Верховном суде Федеративной Народной Республики Югославия. Продолжался вплоть до 15 июля 1946 года. Здание суда располагалось в летнем зале Пехотного тренировочного центра в парке Топчидер в Белграде.
На судебном процессе присутствовали около 60 иностранных журналистов. В качестве свидетелей выступили Душан Симович и его дочь Миша, Радослав Джурич, Йован Шкавович, Милан Гроль и другие.

## Обвинительное заключение
Обвиняемые предстали перед военным судом. Председателем совета судей был Михайло Дордевич, членами ― Милия Лакович и Михайло Янкович, Тодор Попадич занимал пост секретаря. Помощниками судей выступали Никола Станкович и Радомир Илич. Прокурором был Милош Минич, высокопоставленный правительственный чиновник, который принимал участие в переговорах между Тито и Михайловичем в 1941 году. Помощником прокурора был Милош Йованович.
Главный обвиняемый был пойман в ночь с 12 на 13 марта 1946 года. Михайловичу и другим обвиняемым в основном инкриминировалась их деятельность против союзных войск и югославских партизан, сотрудничество с немцами и военные преступления против мирных жителей. Михайловичу было предъявлено обвинение по 47 пунктам. Он был признан полностью виновным, и вина была доказана неопровержимыми доказательствами.
Союзным лётчикам, которых он спас в 1944 году, не было позволено давать показания в его пользу. Только две женщины пришли, чтобы свидетельствовать в пользу Михайловича. Как сообщалось, присутствующие на суде лица постоянно перебивали их во время допроса, а после суда им было запрещено заниматься их профессиональной деятельностью.

## Обвиняемые
Список обвиняемых в порядке зачитывания их имён на суде:
1. Драголюб Михайлович
2. Стеван Мольевич
3. Младен Жуйович
4. Живко Топалович
5. Дуров Вилович
6. Раде Радич
7. Славолюб Враеншевич
8. Милош Глишич
9. Слободан Йованович
10. Божидар Пурич
11. Момчило Нинчич
12. Петар Живкович
13. Радое Кнежевич
14. Милан Гаврилович
15. Живан Кнежевич
16. Константин Фотич
17. Драгомир Йованович
18. Танасие Динич
19. Велибор Йонич
20. Дура Докич
21. Константин Мушицкий
22. Бошко Павлович
23. Лаза Маркович
24. Константин Кумануди

Из двадцати четырёх обвиняемых десять были осуждены заочно:
1. Слободан Йованович, премьер-министр правительства в изгнании
2. Божидар Пурич, премьер-министр правительства в изгнании
3. Петар Живкович, министр правительства в изгнании
4. Момчило Нинчич, министр правительства в изгнании
5. Милан Гаврилович, министр правительства в изгнании
6. Радое Кнежевич, министр правительства в изгнании
7. Константин Фотич, посол правительства в изгнании в США
8. Живан Кнежевич, директор военной канцелярии президиума правительства в изгнании, майор
9. Живко Топалович, политический лидер движения четников
10. Младен Жуйович, политический лидер движения четников

## Адвокаты
Следующие, выбранные самими обвиняемыми адвокаты представляли в суде их интересы:
- Дража Михайлович: Никола Донович и Драгич Йоксимович;
- Джуро Вилович: Милан Омчикус;
- Драголюб Йованович: Славко Дуканац;
- Танасие Динич: Боголюб Йованович;
- Велибор Йонич: Милан Живадинович;
- Джуро Докич: Драголюб Йоксимович;
- Лазар Маркович: Александар Николич;
- Константин Кумануди: Фридрих Попс.

Прочие адвокаты, назначенные судом:
- Радослав Радич: Лазарь Вучетич;
- Славолюб Враньесевич и Милош Глишич: Блажо Радович;
- Коста Мушицкий: Джордже Чирич;
- Бошко Павлович, Радое Кнежевич, Милан Гаврилович: Слободан Суботич;
- Младен Жуйович, Живко Топалович: Никола Радованович;
- Слободан Йованович: Милош Терзич;
- Божидар Пурич и Петар Живкович: Павле Мильякович;
- Момчило Нинчич: Давид Алкалай;
- Живан Кнежевич и Константин Фотич: Драгутин Тасич.

## Иностранные корреспонденты
Агентства ТАСС, ЧТК, ПАП, Рейтер, Ассошиэйтед Пресс, Франс-Пресс, Юнайтед пресс и прочие, а также газеты Правда, Известия, Таймс и прочие, прислали своих репортёров следить за ходом судебного процесса.

## Приговор
Михайлович был приговорён к смертной казни через расстрел 15 июля 1946 года. Его апелляция была отклонена 16 июля, и на следующий день после этого он был казнён вместе с несколькими другими осуждёнными. Прочим обвиняемым были назначены различные виды наказания, начиная со смертной казни и заканчивая длительными сроками тюремного заключения.
Михайлович в своей заключительной речи произнёс следующие слова: «я хотел многого, я многому положил начало, но мировая буря унесли меня и мой труд».

## Реакции
По утверждениям историка Йозо Томасевича, процесс показал, что Михайлович никогда не имел твёрдый и абсолютный контроль над своими командирами на местах. В США был образован Комитет по проведению справедливого суда над Михайловичем, но успехов он не добился.
Дипломат и писатель Уолтер Робертс говорил, что судебное разбирательство было «чем угодно, но не образцом правосудия», и что стало «понятно, что Михайлович не был виновен во всех, или, по меньшей мере, во многих преступлениях, вменяемых ему», хотя Тито, вероятно, также не получил бы справедливого суда над ним, в случае если бы Михайлович победил в борьбе за власть в стране.
На момент проведения судебного разбирательства в отношении ФНРЮ были поданы ноты протеста от американцев и французов, хотя обе они носили умеренный характер, поскольку не имели целью портить отношения с новым правительством Югославии.
По данным Жана-Кристофа Бюиссона, биографа Михайловича, один из адвокатов Михайловича, Драгич Йоксимович, был арестован через несколько дней после казни и умер в тюрьме при невыясненных обстоятельствах.

## Современные оценки
В последние несколько десятилетий со стороны общественности были призывы к пересмотру дела и/или реабилитации осуждённых. Момчило Нинчич и Слободан Йованович были официально реабилитированы в Сербии в 2006 и 2007 годах соответственно. В 2015 году, после длительного рассмотрения дела, был реабилитирован и Михайлович.